# Juan Guillermo Castillo Iriart
Juan Guillermo Castillo Iriart (Montevideo, 17 d'abril de 1978) és un futbolista professional uruguaià. Juga a la posició de porter i el seu equip actual és el Colo-Colo.

## Internacional
El 2006 va ser citat per l'entrenador de la selecció de futbol de l'Uruguai, Óscar Washington Tabárez, i va anar com a suplent de Fabián Carini a la Copa Amèrica 2007 a Veneçuela.
El seu debut es va produir posteriorment, en un amistós contra Sud-àfrica a Johannesburg, el 12 de setembre de 2007. Pel que fa a partits oficials, va debutar per l'Eliminatòria per al mundial de Sud-àfrica 2010 en la 6a data, el 17 de juny de 2008, enfrontant a Perú.

### Participació en Copes del Món
| Mundial                        | Seu        | Resultat | PJ (G) |
| ------------------------------ | ---------- | -------- | ------ |
| Copa del Món de Futbol de 2010 | Sud-àfrica |          | 0 (0)  |